# Rosa Chiquichano
Rosa Laudelina Chiquichano Nahuelquir (Yala Laubat, 30 de agosto de 1947) es una abogada y política argentina de origen tehuelche-mapuche que se desempeñó como Diputada de la Nación Argentina por la provincia del Chubut entre 2007 y 2011. Al asumir en el cargo, fue la primera persona integrante de pueblos originarios de Argentina en ser miembro del Congreso de la Nación.

## Biografía
Su tatarabuelo fue el cacique günün a küna Juan Chiquichano y su bisabuelo, el también cacique günün a küna Adolfo Nahuelquir Chiquichano.
Realizó su educación en Trelew, recibiéndose de maestra. Posteriormente estudió derecho en la sede Esquel de la Universidad Nacional de la Patagonia San Juan Bosco durante poco más de tres años, graduándose en 1999. Así se convirtió en la primera abogada de origen tehuelche.
Fue concejal suplente en Trelew y se desempeñó como legisladora provincial desde 2003, hasta que en las elecciones legislativas de 2007, fue electa diputada nacional al ocupar el segundo lugar en la lista del Frente para la Victoria. Asumió en diciembre de ese año, vistiendo un quillango (prenda tradicional de cuero de guanaco) y pronunciando un discurso en lengua tehuelche.
En la Cámara de Diputados de la Nación, fue vicepresidenta segunda de la comisión de asuntos cooperativos, mutuales y organizaciones no gubernamentales, y vocal de las comisiones de asuntos constitucionales, cultura vocal, derechos humanos y garantías, población y desarrollo humano, y recursos naturales y conservación del ambiente humano. En el cargo también fue diputada al Parlamento Latinoamericano.>En 2009 siendo diputada nacional justicialista por Chubut, Chiquichano, presentó un proyecto para proteger y además endurecer las sanciones contra aquellos que atenten contra los glaciares en la República Argentina incluyó en su proyecto “la creación de una autoridad de aplicación de la ley, que armonizará y concertará con las autoridades provinciales competentes en la materia las responsabilidades” para su aplicación y Presupuestos Mínimos para la preservación de los glaciares y del ambiente periglacial. También impulsó el un proyecto de ley que pone coto a la cantidad de hectáreas que pueden adquirir ciudadanos extranjeros y prevé crear un registro nacional único de inmuebles rurales para evitar el lavado de dinero mediante la compra de tierras. También presentó proyectos para la Nulidad de las leyes de obediencia debida y punto final, para la imprescriptibilidad de los delitos de corrupción, una ley para protección de acuíferos entre otras y para incrementar las sanciones contra la violencia de género.